# Modern Art Foundry
Modern Art Foundry — исторический литейный завод в Астории, Нью-Йорк, основанный в 1932 году Джоном Спрингом. Его потомки продолжают вести бизнес и по сей день в бывшем каретном дворе Steinway Mansion.
«Modern Art Foundry» специализируются на работе с художниками, которые создают ограниченные издания своих работ, обычно предназначенные для музеев и галерей. В их литейном производстве используется метод «Литьё по выплавляемым моделям» для производства крупномасштабных работ. Также они занимаются реставрацией литейных памятников.

## История
Джон Спринг, польский иммигрант, начал свой бизнес в 1932 году на бульваре Астории, рядом с нынестоящем Скульптурным парком Сократа. В 1947 году литейный завод переехал в то место, где он находится в настоящее время. Спринг построил бизнес благодаря тесным отношениям с небольшой группой «выдающихся и талантливых» художников. Среди них можно выделить такие имена как Хосе де Крифт, Жак Липшиц, Луиза Буржуа, Гастон Лашез, Жоан Миро, Архипенко Александр Порфирьевич, и Исаму Ногути.

## Работы
В отличие от большинства литейных цехов, которые перешли на метод литья керамической оболочки, в компании «Modern Art Foundry» используется метод «Литьё по выплавляемым моделям» для производства крупномасштабных работ. Сначала рабочие создают копию или модель конечного изделия из легкоплавкого материала. Затем эту модель окружают керамической массой, которая затвердевает и образует форму. При последующем нагревании формы, модель отливки расплавляется и удаляется. И после, в оставшуюся на месте удалённого воска полость заливается металл, который точно воспроизводит исходную модель отливки.
Литейный завод известен своей качественной и инновационной работой. Луиза Буржуа выбрала этот литейный завод для изготовления скульптуры Маман.
В 2002 году мастера из «Modern Art Foundry» заменили оригинальные цинковые статуи, которые были частью Памятника солдатам гражданской войны 1867 года в бруклинском Грин-Вуде, их бронзовыми копиями.

## Галерея

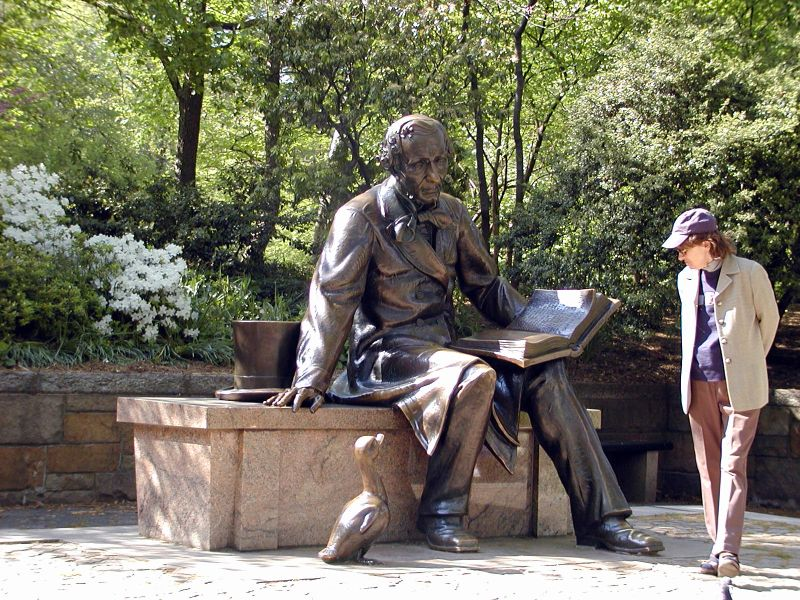
Ганс Христиан Андерсен, созданный скульптором  Георгом Джоном Лобером, Центральный парк (Нью-Йорк)
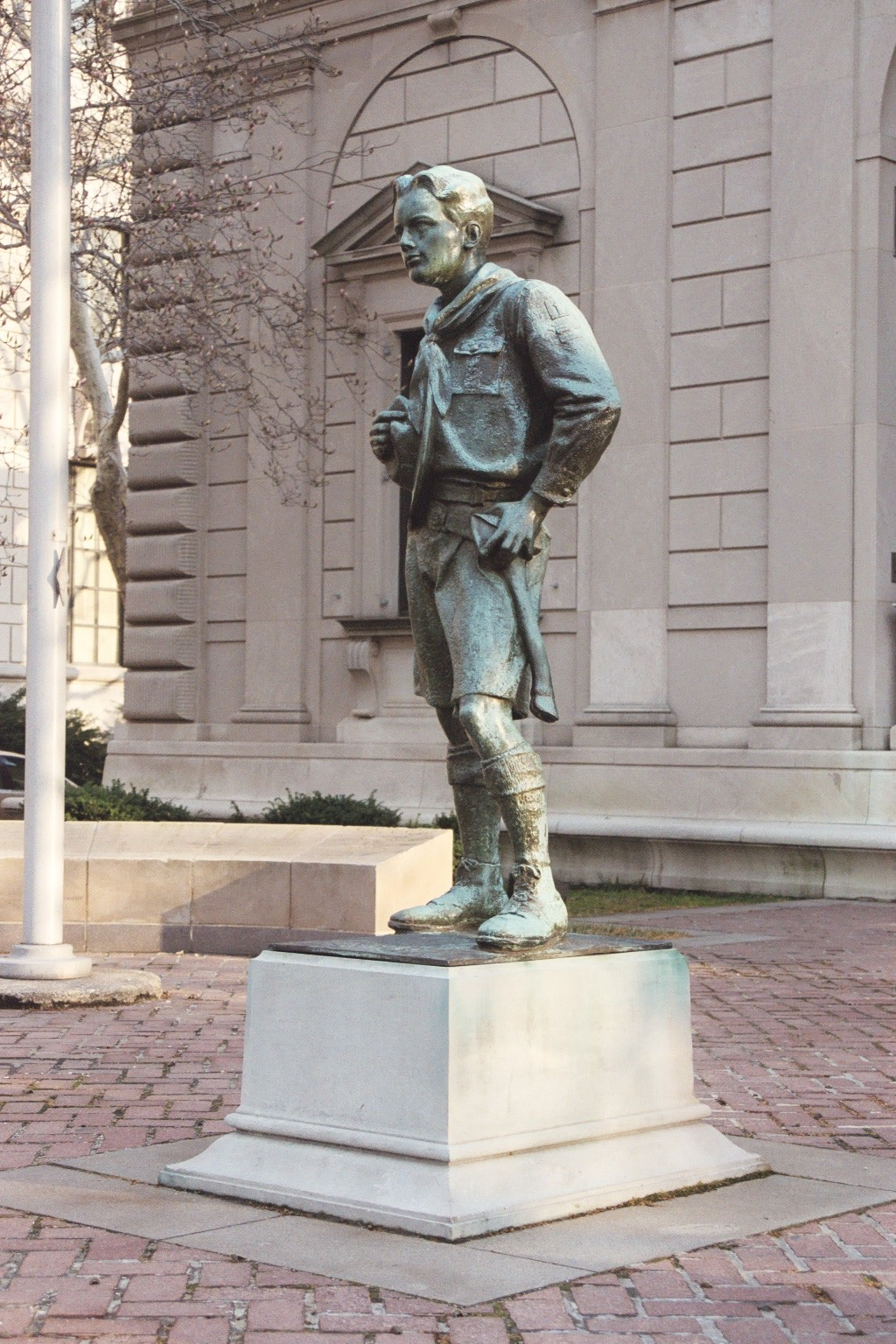
Статуя Бойскаут, созданная скульптором Робертом Тейтом МакКензи, Филадельфия
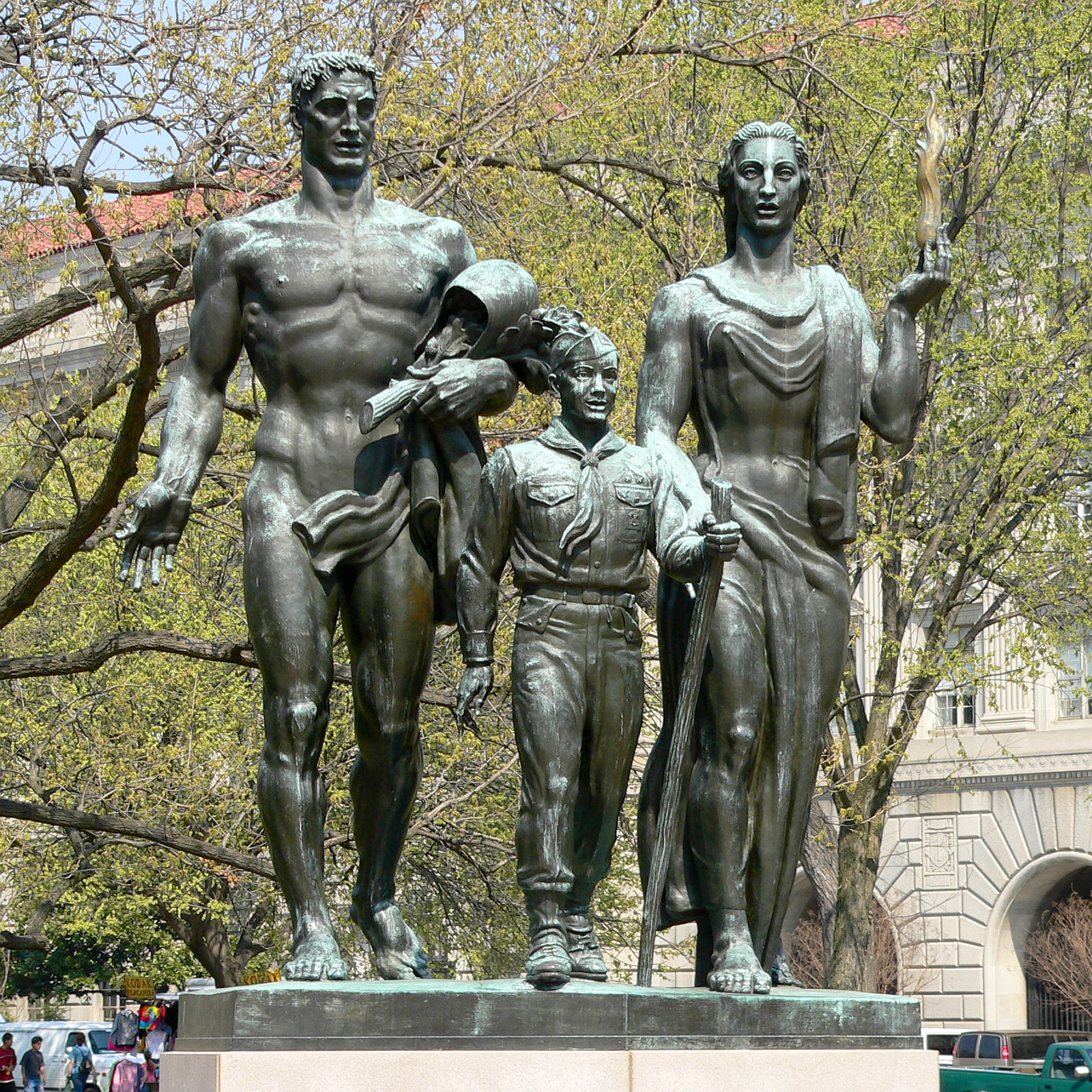
Boy Scout Memorial созданный Дональдом Де Луи, парк The Ellipse, Вашингтон
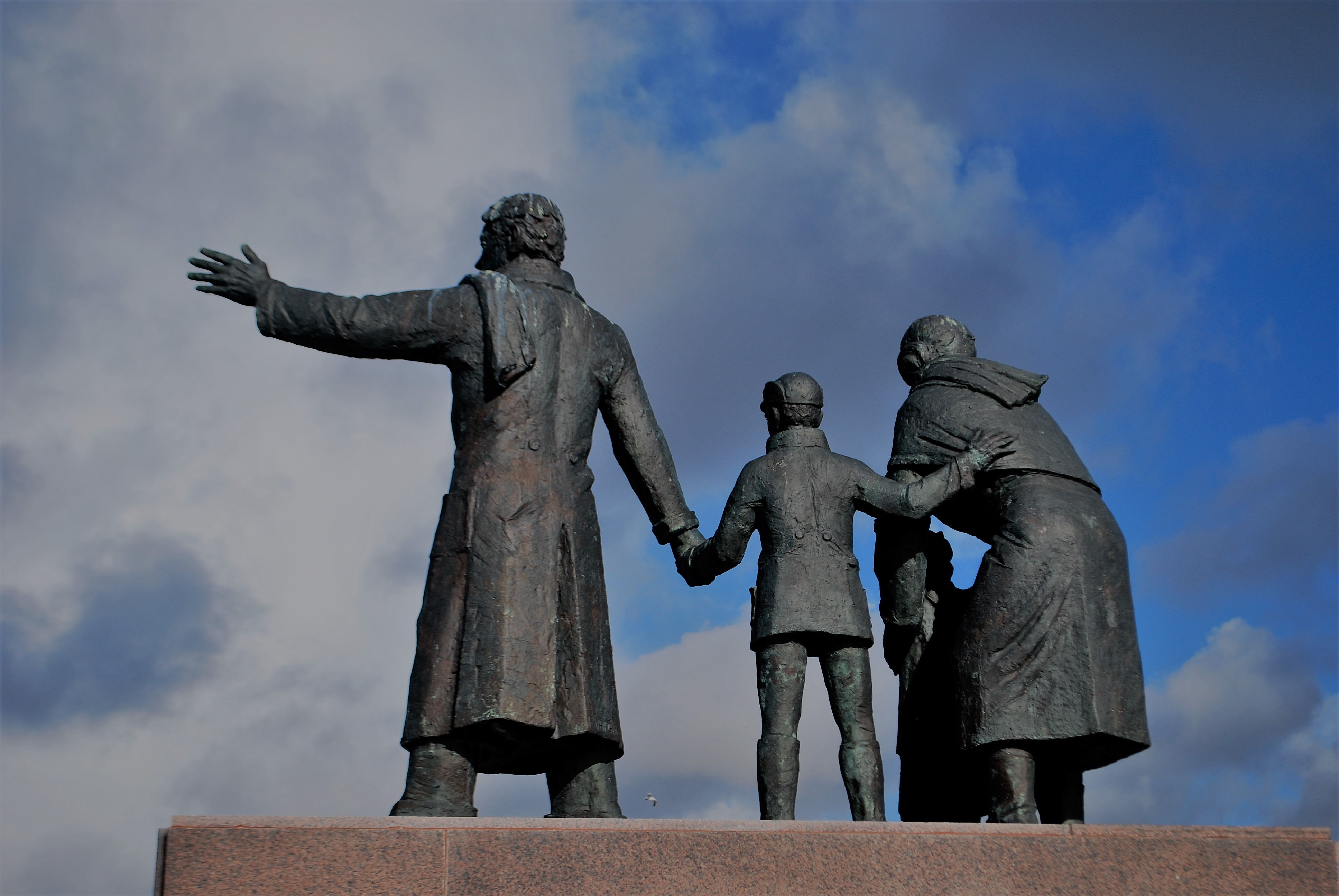
Auswandererdenkmal (Emigrant Memorial) созданный Фрэнком Варгой, Бремерхафен, Германия
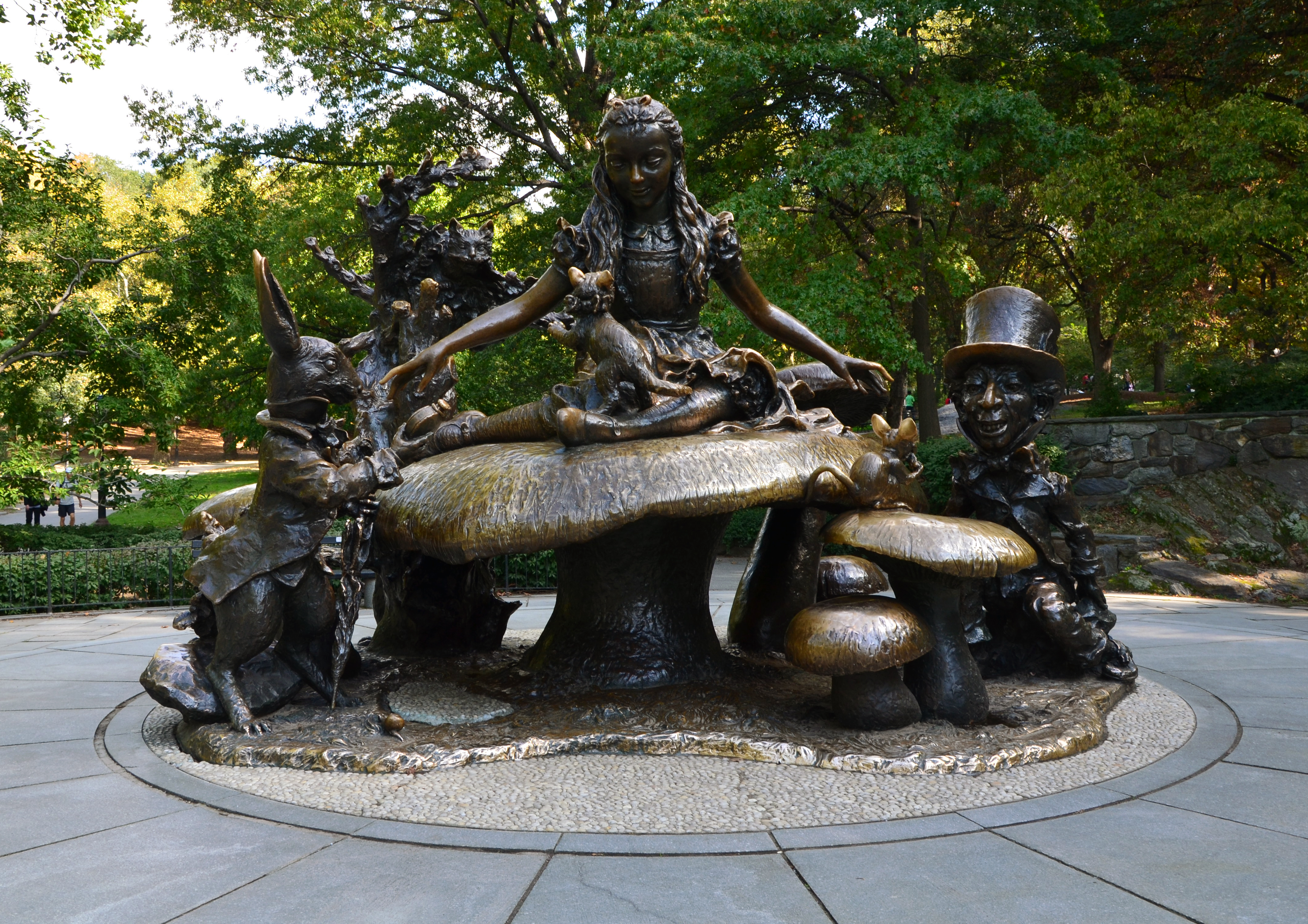
Алиса в стране чудес созданная Хосе де Крифтом, Центральный парк (Нью-Йорк)
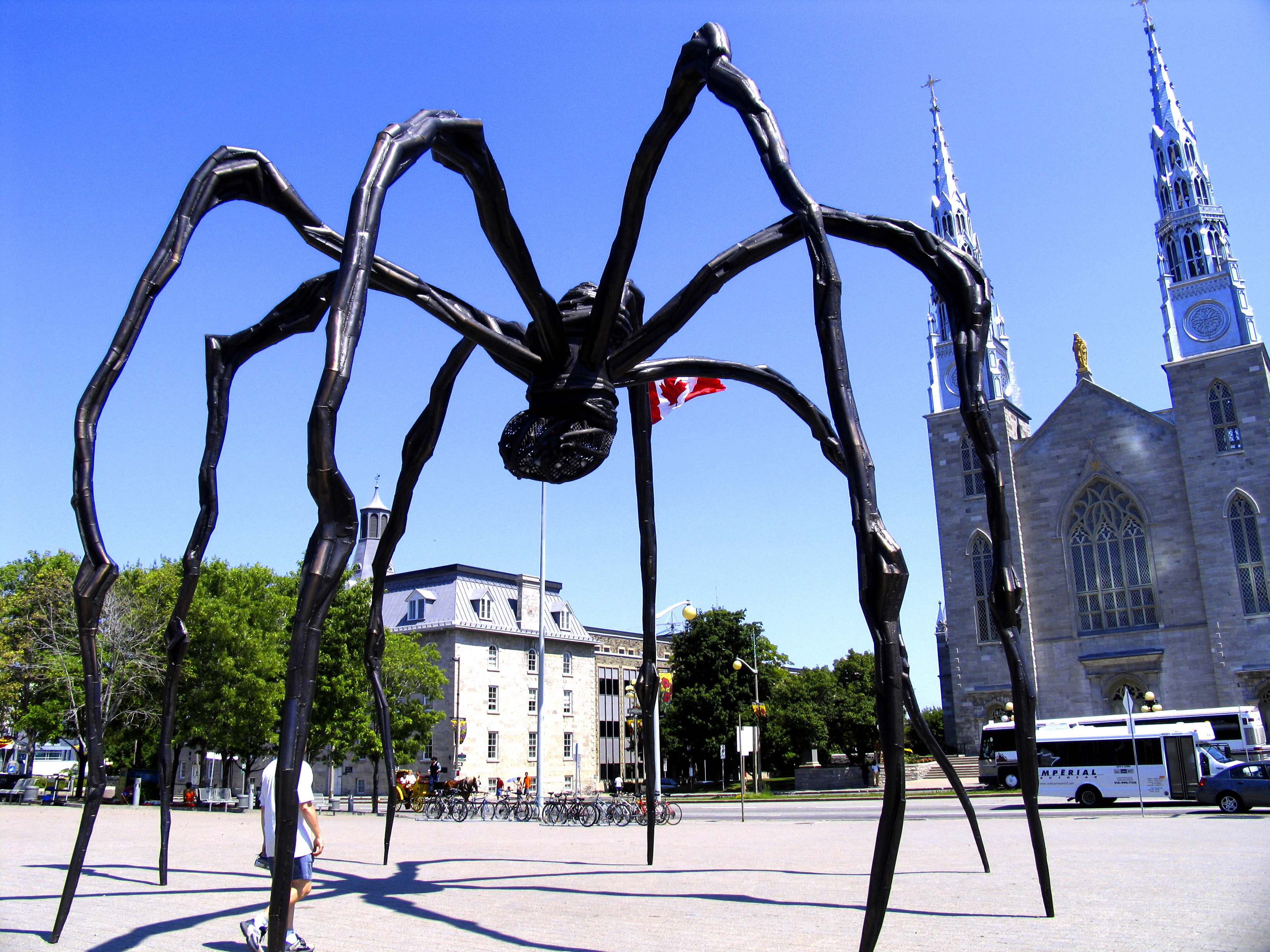
Маман
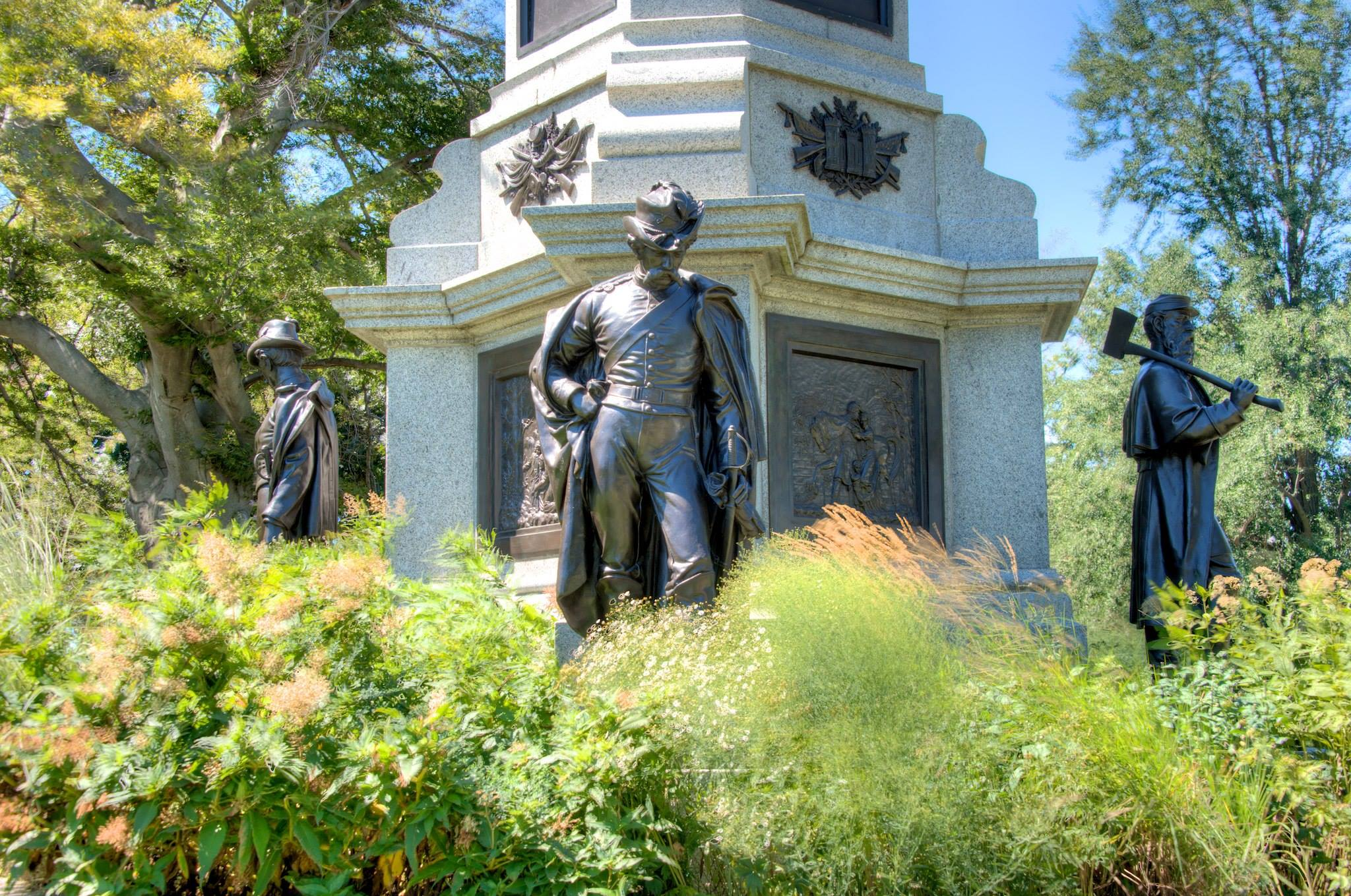
Памятник солдату на кладбище Грин-Вуд

## Примечание
1. ↑  Jeffrey Spring. About. Modern Art Foundry. Дата обращения: 26 января 2007. Архивировано 2 ноября 2012 года.
2. 1 2 3  Mukhi, Karun. The Modern Art Foundry, A Jewel Hidden in Plain Sight in the Steinway Mansion Carriage House (14 ноября 2016). Дата обращения: 15 августа 2019. Архивировано 15 августа 2019 года.
3. 1 2 3 4  Anderson, Nicole Gates (6 сентября 2012). Where Bronze Transforms Into Fine Art. The New York Times. Архивировано 30 марта 2022. Дата обращения: 9 июня 2020.
4. 1 2
5. ↑  Modern Art Foundry. JebusandAndrea (27 мая 2017). Дата обращения: 9 июня 2020. Архивировано 9 июня 2020 года.
6. ↑  Freudenheim, Ellen. Queens What to Do, Where to Go (and How Not to Get Lost) in New York's Undiscovered Borough. — St. Martin's Publishing Group, 2013. — P. 38. — ISBN 9781466852389.
7. ↑  Modern Art Foundry Recreates Civil War Statue. Queens Scene Magazine (15 августа 2019). Дата обращения: 9 июня 2020. Архивировано 9 июня 2020 года.